# Taipalsaari
Taipalsaari är en kommun i landskapet Södra Karelen. Taipalsaari har 4 595 invånare (2021) och har en yta på 761,94 km².
Taipalsaari är enspråkigt finskt.

## Byar
Ahokkala, Ampujala, Haikkaanlahti, Haikola, Halila, Heikkola, Herttuala, Illukansaari, Jauhiala, Kannus, Karhula, Karhunpää, Kattelussaari, Kilkinsaari, Kilpiänsaari, Kirkonkylä, Kirvesniemi, Kuhala, Kuikkala, Kurenlahti, Kurenniemi, Kurhila, Kutila, Kylänniemi, Laukniemi, Lehtola, Levänen, Liukkola, Merenlahti, Muukkola, Märkälä, Nieminen, Olkkola, Paakkola, Paarmala, Pakkala, Peltoinen, Pönniälä, Rehula, Reinikkala, Saikkola, Solkeinkylä, Telkkälä, Vainikkala, Viskarila och Vitsainen

## Politik

### Mandatfördelning i Taipalsaari kommun, valen 1976–2021
| 5 | 1 | 9 | 2 | 4 |

| 5 | 1 | 8 | 2 | 5 |

| 6 | 1 | 7 | 1 | 6 |

| 7 | 11 | 2 | 7 |

| 6 | 2 | 10 | 2 | 7 |

| 3 | 9 | 9 | 2 | 4 |

| 4 | 6 | 11 | 2 | 4 |

| 3 | 8 | 11 |  | 4 |

| 17 | 10 |

| 3 | 6 | 12 |  | 5 |

| 17 | 10 |

| 3 | 4 | 2 | 12 |  | 5 |

| 14 | 13 |

| 4 |  | 6 |  | 11 | 4 |

| 16 | 11 |

| 4 |  | 6 | 2 | 11 |  | 2 |

| 14 | 13 |

## Befolkningsutveckling
| Befolkningsutvecklingen i Taipalsaari kommun 1975–2020                                                       | Befolkningsutvecklingen i Taipalsaari kommun 1975–2020 | Befolkningsutvecklingen i Taipalsaari kommun 1975–2020 | Befolkningsutvecklingen i Taipalsaari kommun 1975–2020 | Befolkningsutvecklingen i Taipalsaari kommun 1975–2020 |
| --- | ------------------------------------------------------ | ------------------------------------------------------ | ------------------------------------------------------ | ------------------------------------------------------ |
| |                                                        |                                                        |                                                        |                                                        |
| År |                                                        |                                                        | Folkmängd                                              |                                                        |
| 1975 | 1975                                                   |                                                        | 3 406                                                  |                                                        |
| 1980 | 1980                                                   |                                                        | 3 818                                                  |                                                        |
| 1985 | 1985                                                   |                                                        | 4 137                                                  |                                                        |
| 1990 | 1990                                                   |                                                        | 4 655                                                  |                                                        |
| 1995 | 1995                                                   |                                                        | 4 796                                                  |                                                        |
| 2000 | 2000                                                   |                                                        | 4 712                                                  |                                                        |
| 2005 | 2005                                                   |                                                        | 4 895                                                  |                                                        |
| 2010 | 2010                                                   |                                                        | 4 911                                                  |                                                        |
| 2015 | 2015                                                   |                                                        | 4 815                                                  |                                                        |
| 2020 | 2020                                                   |                                                        | 4 628                                                  |                                                        |
| Anm: Uppgifterna avser förhållandena den 31 december nämnda år enligt områdesindelningen den 1 januari 2022. |                                                        |                                                        |                                                        |                                                        |

## Vänorter
- Kungsbacka i Sverige
- Nannestad i Norge